# Anetz
Anetz (bretonsko Arned) je naselje in občina v zahodnem francoskem departmaju Loire-Atlantique regije Loire. Leta 2012 je naselje imelo 1.982 prebivalcev.

## Geografija
Kraj leži v pokrajini Bretaniji ob reki Loari, 50 km vzhodno od Nantesa.

## Uprava
Občina Anetz skupaj s sosednjimi občinami Ancenis, Belligné, Bonnœuvre, La Chapelle-Saint-Sauveur, Couffé, Le Fresne-sur-Loire, Maumusson, Mésanger, Montrelais, Oudon, Pannecé, Le Pin, Pouillé-les-Côteaux, La Roche-Blanche, La Rouxière, Saint-Géréon, Saint-Herblon, Saint-Mars-la-Jaille, Saint-Sulpice-des-Landes, Varades in Vritz sestavlja kanton Ancenis s sedežem v Ancenisu; slednji je tudi sedež okrožja Ancenis.

## Zanimivosti
- grad château du Plessis-de-Vair iz 17. stoletja, sedež markizata de Châteaufromont, francoski zgodovinski spomenik od leta 2003,
- cerkev sv. Klementa I. iz srednjega veka, z romansko bizantinskim zvonikom iz konca 19. stoletja.